# Pepsodent
Pepsodent — американский бренд зубных паст с мятным вкусом, полученным из сассафраса. Бренд был основан в 1942 году компанией Unilever и до сих пор принадлежит компании за пределами США и Канады. В 2003 году компания Unilever продала права на бренд на североамериканском рынке компании Church & Dwight. 

## История
Зубная паста Pepsodent была представлена в 1915 году в США компанией Pepsodent Company из Чикаго. Первоначальная формула пасты содержала пепсин — пищеварительное средство, предназначенное для расщепления и переваривания отложений пищи на зубах, отсюда и название бренда и компании.
С 1930 по конец 1933 года массивная неоновая рекламная вывеска с изображением молодой девушки на качелях висела в Нью-Йорке на площади Таймс-сквер (Западная 47-я улица). Эта реклама была воссоздана для кульминации фильма 2005 года «Кинг-Конг» и была показана в оригинальном фильме в кадре самой Таймс-сквер.
После приобретения бренда Pepsodent компанией Unilever в 1944 году продажи Pepsodent в Великобритании быстро росли, увеличившись более чем в два раза в период с 1944 по 1950 год. В 1951 году компания переросла свою первоначальную фабрику в Парк-Ройал, и производство продукции было перенесено на фабрику другого производителя туалетных принадлежностей, принадлежащего Unilever, Joseph Watson and Sons of Whitehall Road, Лидс.
Pepsodent был очень популярным брендом до середины 1950-х годов, но его производители не спешили добавлять фтор в свою формулу, чтобы противостоять росту других широко раскрученных брендов, таких как Crest и Gleem от Procter & Gamble (включая Colgate). Впоследствии продажи Pepsodent резко упали. Зубные пасты Pepsodent продаются, в основном, в дисконтных магазинах и розничных магазинах примерно за половину цены тюбиков аналогичных размеров (Crest или Colgate). Самый известный слоган Pepsodent: «Вы удивитесь, куда делся жёлтый, когда будете чистить зубы с Pepsodent!» (англ. «You'll wonder where the dullness went, when you brush your teeth with Pepsodent»).
Pepsodent по-прежнему считается собственностью Unilever на всех рынках, кроме США и Канады. Во Вьетнаме зубная паста продаётся под названием P/S. В 2013 году Pepsodent занял 201-е место среди самых надёжных брендов Индии согласно исследованию Brand Trust Report 2013 India, проведённому Trust Research Advisory. Согласно отчёту о доверии к бренду за 2014 год, Pepsodent поднялся на 71-е место среди самых надёжных брендов Индии. Материнская компания Pepsodent Hindustan Unilever заняла 47 место в отчёте о доверии за 2014 год.